# Vietinbank
La Banca commerciale per azioni per l'industria e il commercio del Vietnam (Ngân hàng Thương mại Cổ phần Công thương Việt Nam in vietnamita), comunemente nota come Vietinbank, è una banca commerciale statale vietnamita. Nel 2023, è la seconda banca più grande del Vietnam, con 1.800 trilioni di VND (circa 76 miliardi di dollari) di asset in gestione.
La Banca Statale del Vietnam ne è il principale azionario con una quota di partecipazione del 64,46%, seguita dalla banca giapponese MUFG con una quota del 19,73%. Ha partnership strategiche con la International Finance Corporation e Mitsubishi UFJ Financial Group. Nel luglio 2009 è stata quotata  alla Borsa di Ho Chi Minh.

## Storia
La Banca Industriale e Commerciale del Vietnam (Incombank) è stata fondata dalla Banca di Stato del Vietnam nel 1991 come una delle prime quattro banche commerciali dopo l'introduzione di un sistema bancario a due livelli. Altre fonti suggeriscono che la banca sia stata fondata nel 1988.  Nel 2000 la banca aveva un attivo totale di 48,7 trilioni di VND, depositi di 40,7 trilioni e debiti di 26,2 trilioni. I prestiti sono stati concessi principalmente a grandi programmi governativi in settori prioritari come i servizi postali, le comunicazioni, la lavorazione e i materiali da costruzione, ma sono stati concessi prestiti anche per scopi non commerciali come i soccorsi in caso di inondazioni e i fondi per la formazione degli studenti poveri.
Come altre importanti banche statali commerciali, Vietinbank ha subito pressioni dal governo affinché continuasse a concedere prestiti a società statali non redditizie.  È stata oggetto di una ricapitalizzazione di 1.045.000 miliardi di VND da parte del governo nel dicembre 2002, raddoppiando di fatto il capitale sociale della banca (da 1.045.000 miliardi nel 2001). È stata l'unica delle quattro principali banche statali a non far parte della seconda fase di ricapitalizzazione nel 2003.
Incombank ha cambiato nome in Vietinbank nell'aprile 2008.